# Alice Tully Hall
Alice Tully Hall est une salle de concert au Lincoln Center for the Performing Arts dans l'Upper West Side à New York. Il porte le nom d'Alice Tully, une artiste et philanthrope new-yorkaise dont les dons ont aidé à la construction de la salle. Tully Hall est situé dans le Juilliard Building, une structure brutaliste, conçue par le célèbre architecte Pietro Belluschi, achevée et ouverte en 1969. Depuis son ouverture, il a accueilli de nombreux spectacles et événements, dont le New York Film Festival. Tully Hall peut accueillir 1 086 personnes.
Dans le cadre du développement de la 65e rue du Lincoln Center, la Juilliard School et le Tully Hall ont subi une rénovation et un agrandissement majeurs par les architectes Diller Scofidio + Renfro et FXFOWLE, achevées en 2009. Le bâtiment utilise de nouveaux matériaux intérieurs, des techniques de pointe et des équipements mis à jour pour les concerts, le cinéma, le théâtre et la danse. L'agrandissement du Juilliard Building a été l'occasion de créer un hall tout en verre de trois étages et une place en contrebas sous une nouvelle extension en porte-à-faux, «donnant une nouvelle identité publique visible à Broadway».

## Histoire

### Contexte et construction
Avant la construction de l'Alice Tully Hall, la plupart des spectacles de musique de chambre à New York avaient lieu à l'hôtel de ville dans la 43ème rue, construit en 1921. Les fondateurs du Lincoln Center souhaitaient avoir une salle de musique de chambre dans le complexe, car il y avait encore besoin d'un espace dédié. Avant le début de la construction du Lincoln Center, les architectes ont envisagé de placer une salle de musique de chambre dans le sous-sol du Philharmonic Hall (renommé depuis David Geffen Hall, anciennement Avery Fisher Hall). Cependant, comme la Juilliard School avait besoin d'une salle de concert de taille égale à une salle de musique de chambre, le Lincoln Center a décidé d'en construire une dans le bâtiment Juilliard. La construction du bâtiment Juilliard a commencé en 1965 - sur un site situé à un pâté de maisons au nord du complexe original du Lincoln Center et faisant partie de la parcelle destinée à être améliorée grâce à la rénovation urbaine. Le coût de la salle de musique de chambre était d'environ 4,2 millions de dollars, qui ont tous été couverts par les dons d'Alice Tully, une mécène de musique de chambre de New York et ancienne chanteuse.
Le Tully Hall a été conçu par l'architecte Pietro Belluschi et les architectes associés Eduardo Catalano et Helge Westermann. L'acousticien renommé Heinrich Keilholz a conçu l'acoustique de la salle. Alice Tully a joué un rôle influent dans la conception de la salle. «Elle était très, très sélective et méticuleuse quant à ses choix de couleurs et à ce qu'elle voulait dans la salle qui porterait son nom», a déclaré Patrick McGinnis, ancien directeur des opérations et directeur d'Alice Tully Hall, dans une interview en 1992. Tully a également insisté pour qu'il y ait suffisamment d'espace entre les rangées de sièges, permettant aux spectateurs de toutes tailles d'être à l'aise.

### Ouverture, utilisation et rénovation

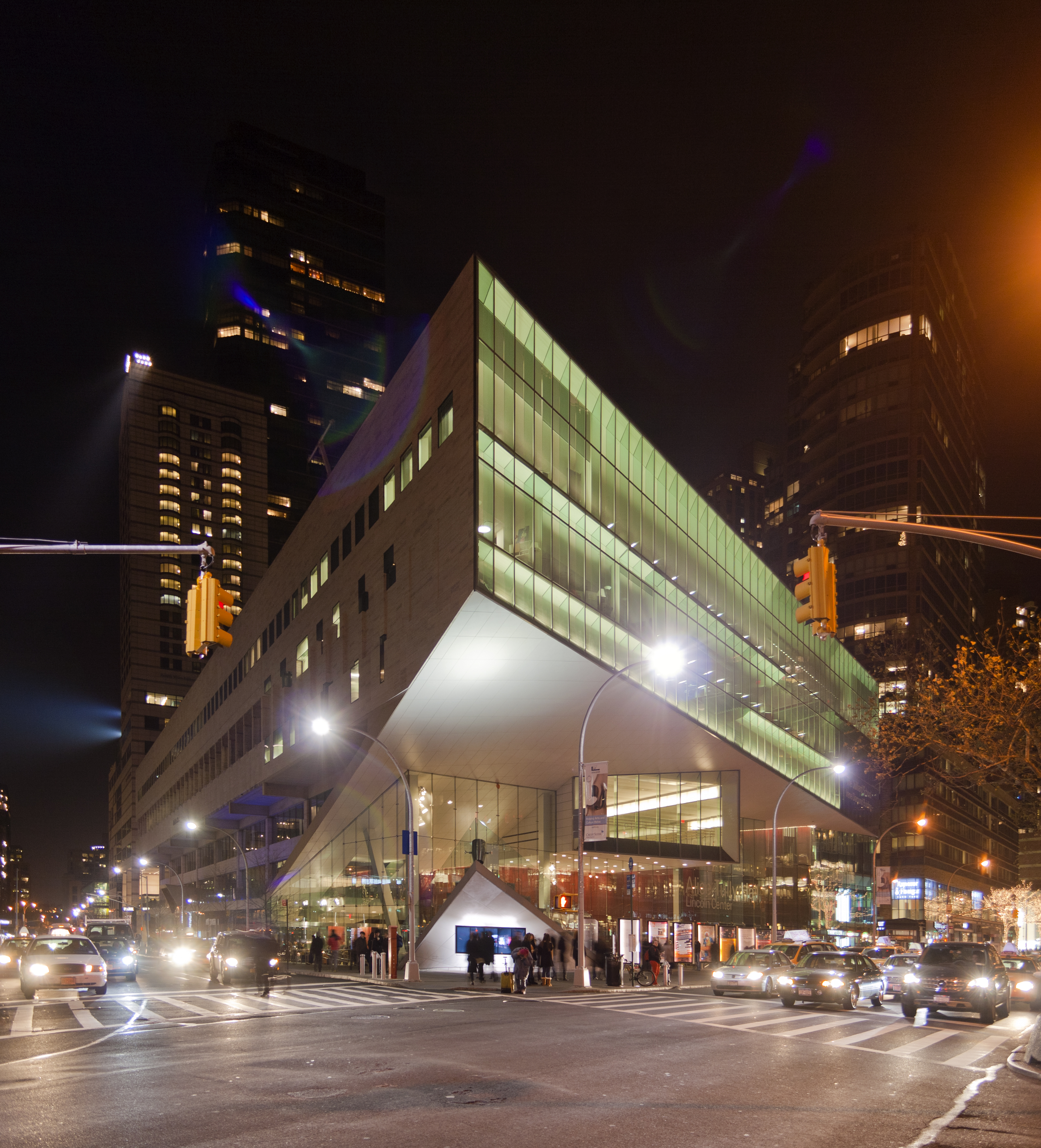
Alice Tully Hall et la Juilliard School la nuit.

Tully Hall a ouvert ses portes le 11 septembre 1969. Le premier concert de la nouvelle Lincoln Center Chamber Music Society s'est déroulé lors de la soirée d'ouverture. Le New York Times a fait l'éloge de «l'intérieur sobre et élégant du tilleul, de la moquette lavande profonde et des sièges framboise », et Mildred Schmertz d’Architectural Record a déclaré qu'Alice Tully Hall et les autres auditoriums du bâtiment de la Juilliard School « prouvent qu'il est possible de créer des salles élégantes dans des termes contemporains sans recourir à de faibles imitations du décor doré, plâtre et cristal des grandes salles du passé». Depuis son ouverture, le Tully Hall a accueilli de nombreux événements, dont Mostly Mozart, Great Performers, les New York Film Festivals et Jazz at Lincoln Center. En 1975, un orgue de la taille d'une cathédrale de 4192 tuyaux a été installé.
En avril 2004, le Lincoln Center a dévoilé les conceptions de Diller Scofidio + Renfro et FXFOWLE pour la première phase de son projet de réaménagement, qui comprenait l'agrandissement du bâtiment Juilliard et la refonte d'Alice Tully Hall. Le plan a reçu l'approbation finale et la construction a commencé en mars 2006. Le plan a été salué par de nombreux critiques d'architecture, mais il a également été critiqué par les conservateurs qui souhaitaient que le bâtiment d'origine Belluschi reste intact. Une proposition de 2005 pour le landmark status, équivalent du classement en monument historique, a été rejetée par la Commission de préservation des monuments. Docomomo International, une organisation qui œuvre pour la protection des bâtiments et des sites modernistes du XXe siècle, était une organisation de premier plan qui protestait contre la rénovation. La majorité de la controverse a été concentrée sur les changements apportés à d'autres parties du Lincoln Center, dans la phase deux du projet de réaménagement.
En juin 2006, le Lincoln Center avait levé 339 millions de dollars, 75% des 459 millions de dollars qu'il était chargé de collecter pour le projet. L'objectif total du projet était de 650 millions de dollars, et le reste de l'argent a été fourni par le gouvernement fédéral et les gouvernements de la ville de New York et de l'État. Le Lincoln Center a également reçu 20 donations de 5 millions de dollars ou plus, dont neuf de 10 millions de dollars et plus. Les donateurs étaient des particuliers, des entreprises et des fondations, notamment Morgan Stanley, Credit Suisse et Bank of New York Mellon.
La construction a été achevée et Tully Hall a été rouvert en février 2009 avec une célébration d'ouverture de deux semaines. Aucun chiffre n'a été publié, mais on estime que l'agrandissement et la rénovation de Juilliard devaient coûter environ 100 millions de dollars et auraient finalement coûté jusqu'à 360 millions de dollars,. L'ensemble du projet de la 65ème rue Ouest devait coûter 325 millions de dollars. Charles Renfro, associé chez Diller Scofidio + Renfro, a déclaré que la somme était probablement deux fois plus élevée que le coût pour démolir le bâtiment de Belluschi et de le reconstruire.

## Architecte
Alice Tully Hall a été conçue comme une partie du bâtiment de l'école Juilliard par Pietro Belluschi. Il s'est impliqué dans le projet du Lincoln Center en octobre 1956, lorsqu'il a participé à une conférence de deux semaines consacrée à la discussion de la planification du centre. Le président de la Juilliard School l'a consulté sur l'architecte à choisir pour le projet, et bien qu'il ait soumis une liste d'architectes à considérer, il a finalement été choisi comme architecte du bâtiment. Il s'est associé à Eduardo Catalano et Helge Westermann qui avait établi un bureau à New York. Celui-ci a été utilisé comme agent de liaison local pour le projet.
Le projet avait été mis en attente, en attendant les décisions sur le site et le budget définitifs, mais a été lancé en 1963. Fatigués de lutter contre les restrictions budgétaires et les exigences changeantes du programme, les architectes ont eu du mal à générer de nouveaux plans lorsque le projet a redémarré. Plusieurs de leurs plans précédemment proposés ont été remis à Robert Burns, Frederick Taylor et Frederick Preis, trois employés du bureau d'Eduardo Catalano. Le plan de Robert Burns était largement basé sur le centre étudiant du MIT de Robert Catalano achevé en 1965. Robert Catalano était régulièrement disponible pour des conseils et des critiques sur le projet, tandis que Pietro Belluschi ne s'arrêtait qu'occasionnellement pour examiner le travail du bureau de Catalano. Belluschi a joué un rôle plus public, communiquant avec Juilliard et avec les donateurs. Il a également été très impliqué dans la conception d'espaces tels que les halls et les foyers des salles de spectacle.
En 12 ans, l'équipe d'architectes a développé environ 70 ensembles de dessins préliminaires.
Diller Scofidio + Renfro ont été choisis en 2003 comme architectes de conception pour réaménager le couloir de la 65e rue du Lincoln Center, après avoir battu Norman Foster, Richard Meier et Santiago Calatrava lors d'un concours de design en 2002. Le plan envisageait de transformer la 65e rue ouest en une «rue des arts», ce qui en faisait un environnement plus convivial pour les piétons. Elizabeth Diller, partenaire chargée du projet, «a imaginé un Lincoln Center qui serait plus Lincoln Center que le Lincoln Center» .

## Conception

### Site

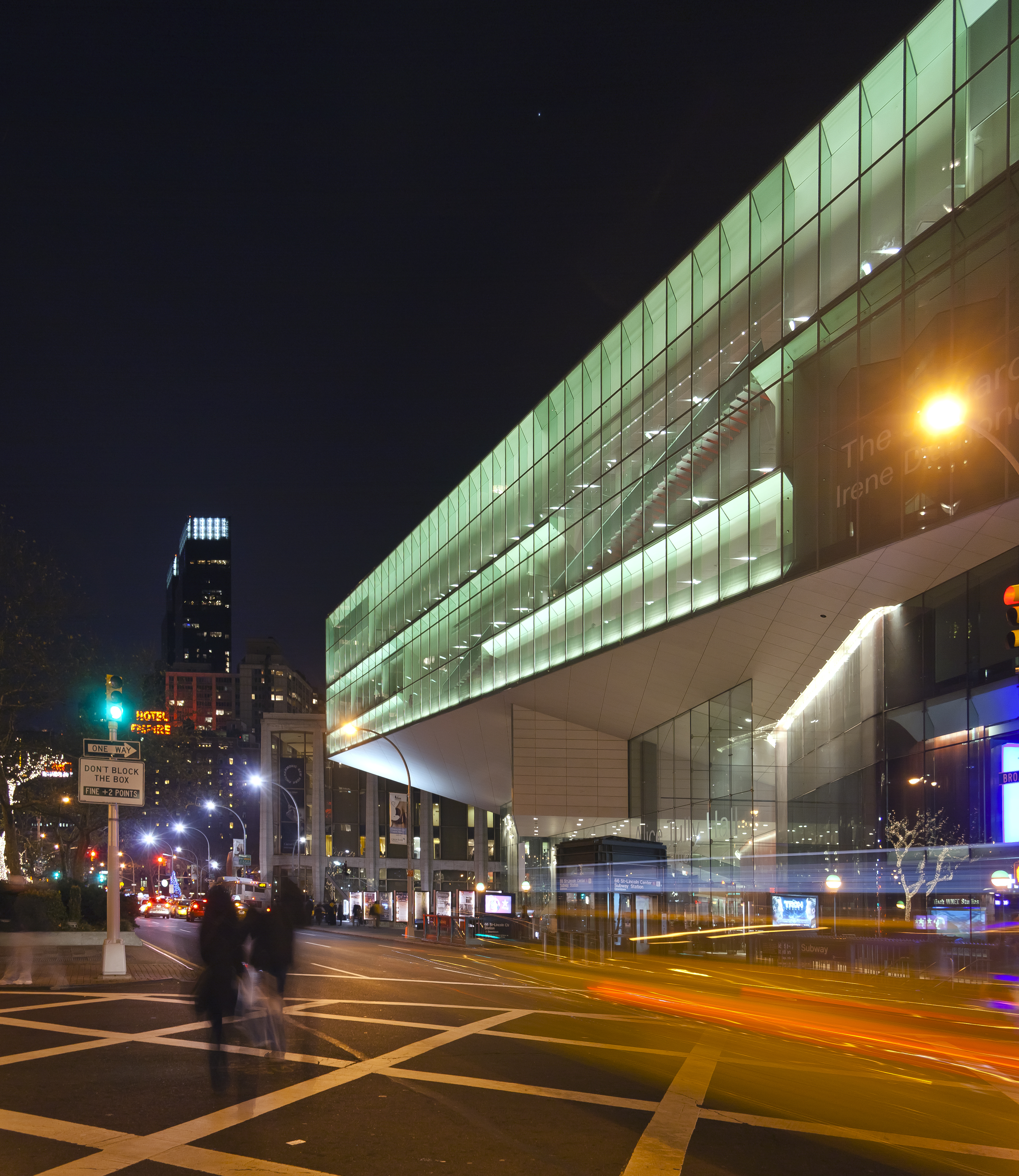
Alice Tully Hall, vu de Broadway

Le bâtiment de l'école Juilliard se trouve le long du côté ouest de Broadway, entre les 65e et 66e rues (en face d'Avery Fisher Hall et du parking du Lincoln Center). Avant son expansion, il conservait une empreinte rectangulaire d'environ 200 x 350 pieds (106,68 m). En outre, avant le projet de réaménagement, le principal moyen de connexion du bâtiment au complexe principal du Lincoln Center était une grande passerelle piétonne, appelée Paul Milstein Plaza, qui traversait et couvrait une grande partie de la 65e rue ouest. Malgré la forme du bâtiment d'origine, son site était de forme rhomboïdale, en raison de la progression diagonale de Broadway à travers la grille orthogonale rigide de Manhattan. Rejetant la diagonale de Broadway, les architectes ont orienté Juilliard vers la grille, utilisant la section triangulaire restante comme une petite place.
Bien qu'il ne soit pas situé sur l'îlot urbain du complexe entre les 62ème rue ouest et 65ème rue, les architectes ont connecté et unifié le bâtiment d'origine Juilliard avec le Lincoln Center grâce à la passerelle et à l'utilisation d'un revêtement. Gordon Bunshaft avait initialement envisagé le pont pour mieux intégrer Juilliard au campus principal du Lincoln Center et masquer la circulation routière. Les effets d'un pont aussi large sur la rue en contrebas n'ont peu voire pas été analysés.
En tant que principal théâtre public de Juilliard, Alice Tully Hall ne s'est pas vu accorder une entrée proéminente, malgré le fait qu'il était situé dans le seul bâtiment du Lincoln Center sur un site faisant directement face à Broadway. L'entrée était plutôt cachée sous la terrasse / passerelle extérieure du deuxième étage et l'escalier extérieur monumental qui y menait depuis la place. Ce choix, le rejet de la diagonale et le retrait du bâtiment de Broadway, suivent une logique similaire de détachement de la rue de la ville que le campus principal du Lincoln Center incarnait. Cette entrée d'origine de Tully Hall n'est devenue entièrement visible qu'une fois la terrasse, l'escalier et la passerelle retirés en 2006.

### Architecture

#### Extérieur
En accord avec le style brutaliste, Juilliard présente des géométries rigoureuses et des formes très en porte-à-faux. Les premières études de Pietro Belluschi et Eduardo Catalano se rapportaient davantage à l'image du temple classique blanc adoptée pour les autres bâtiments du Lincoln Center. Au fur et à mesure que les études progressaient et que le site déménageait sur le terrain entre les rues ouest 65 et 66, il y eut un changement administratif à l'école Juilliard. Le nouveau président décida d'élargir et de modifier le plan de l'école. En réponse à ces changements à la fois du site et du plan, la conception, finalement construite, fut le plan de Robert Burns élaboré à partir du MIT Student Center.
Le plan est fondé sur le placement des principaux espaces de représentation de chaque côté d'un noyau central de circulation verticale. Avec un coût de près de 30 millions de dollars en 1969, le bâtiment de 46 000m² comprend 10 étages, 4 au-dessus du sol et 4 au-dessous, 3 théâtres Juilliard, le public Alice Tully Hall, 15 grands studios de danse, d'opéra et de théâtre, 3 studios d'orgue, 84 salles de pratique, 27 salles de classe et studios d'ensemble, 30 studios d'enseignement privés, de nombreuses salles de répétition d'orchestre et de chorale, des studios et ateliers de décors et de costumes, une bibliothèque, un salon, un snack-bar et des bureaux administratifs. Les théâtres et les étages de travail sont reliés entre eux par un vestibule-hall ouest de la 65e rue qui s'élève sur plusieurs étages, permettant de s'orienter en entrant dans le bâtiment. La disposition et le regroupement d'espaces d'un campus dans un seul bâtiment ont grandement impressionné les critiques d'architecture, mais n'ont pas été aussi bien accueillis par les étudiants de Juilliard, déconcertés par la circulation au sein du bâtiment.
Le bâtiment Juilliard, fixé sur une grille structurelle régulière, a été conçu en acier et béton avec un placage de traverti dont le matériau a été donné par le gouvernement italien. Cependant, l'entrée publique de Alice Tully Hall sous la terrasse du deuxième étage et l'escalier extérieur est difficile à trouver. La suppression de la passerelle, en 2006, a dévoilé cette entrée, mais elle n'a pris toute sa place que lors de la rénovation et de l'agrandissement de Tully Hall et Juilliard.

#### Intérieur
La majeure partie de l'intérieur du bâtiment est extrêmement simple, les murs étant souvent laissés sous forme d'agrégat de béton nu avec de la moquette au sol dans plusieurs zones. Les théâtres, en revanche, sont beaucoup plus finement détaillés. Tully Hall a été (conformément aux désirs d'Alice Tully elle-même) conçu avec des lattes de bois avec amortissement à l'arrière et un tapis de lavande «coulant des lumières mauves des années 1930 dans le hall». Bien que le hall d'entrée du théâtre soit grand, il est construit plusieurs pieds sous le sol. Le théâtre a été conçu principalement pour les récitals et les spectacles de musique de chambre, mais comme les trois premières rangées de sièges peuvient être remplacées par une scène agrandie, il peut également accueillir de petits orchestres. Tully Hall est situé à moins de 22 pieds (6,7056 m) du tunnel de métro sous Broadway, ce qui a nécessité l'insertion d'une couche d'amiante revêtue de liège d'un pouce d'épaisseur entre les fondations du théâtre et le substrat rocheux, ainsi que l'isolement des murs du théâtre des colonnes structurelles. L'acoustique de Tully Hall a été saluée comme étant parmi les meilleures de toutes les salles de spectacle du Lincoln Center, grâce au travail de l'acousticien Heinrich Keilholz qui a également été consulté sur l'acoustique de l'ensemble du bâtiment.
Après sa rénovation, le hall de Tully Hall a doublé de taille, passant de 5 157 à 9 468 pieds carrés (479.1 à 879.6 m²) avec un salon du propriétaire de 3 600 pieds carrés (330m²) ajouté au niveau de la mezzanine. Un café public nommé at65 est visible dans le hall le long de Broadway, soutenu par des murs rouge sang en bois de muirapiranga à rainure et languette, qui enveloppent maintenant la nouvelle salle de spectacle (rebaptisée Starr Theatre). Les sols du hall sont en calcaire portugais ataija azul. Les élévations Est et Sud sont gainées d'un système mural à câble unidirectionnel sans meneau, permettant une transparence maximale.
Des passages étroits mènent aux entrées latérales de la salle de concert. Les murs du passage sont tapissés de feutre gris foncé et les sols sont recouverts de moquette industrielle grise. Elisabeth Diller appelle cela «l'espace de privation sensorielle», car il est censé accentuer le drame de l'entrée dans l'auditorium. Le nouveau revêtement du théâtre se compose presque entièrement de résine translucide écologique et de panneaux de bois de moabi africain qui sont compris entre 1 et 1,5 pouce d'épaisseur. Les panneaux forment des chicanes acoustiques en forme de branchies le long des parois latérales ou deviennent des formes pyramidales pivotantes qui réverbèrent le son. Des sections du balcon et des parois latérales émettent une douce lumière rosâtre alors que les LED cachées derrière elles brillent à travers le placage de moabi ultrafin. L'esthétique, l'acoustique et l'éclairage ont tous été incorporés dans ces panneaux pour supprimer l'encombrement visuel et créer un espace plus accueillant. La scène peut maintenant être configurée de trois manières différentes, car les premières rangées sont capables de glisser vers le bas et en dessous.

#### Rénovation

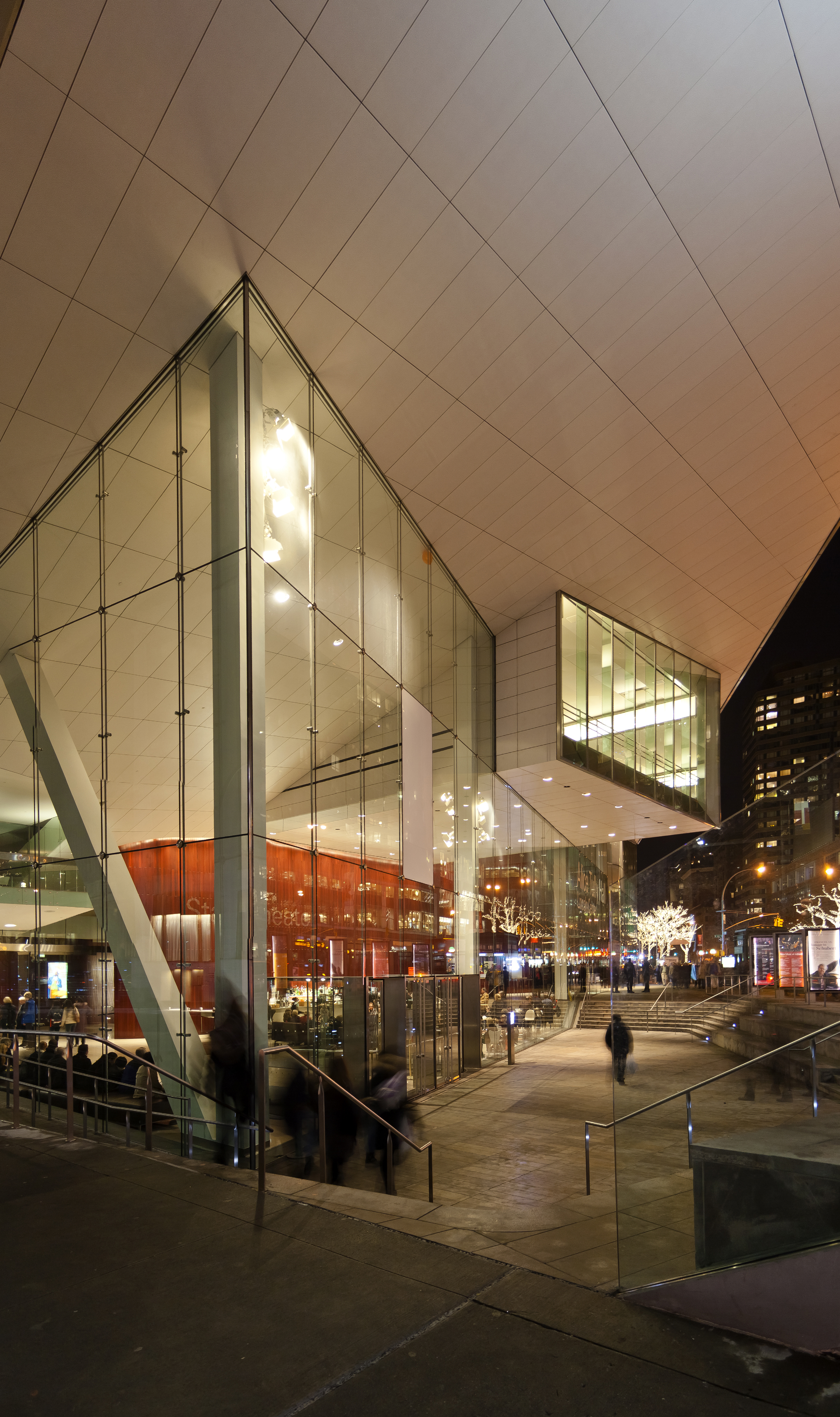
La nouvelle place extérieure et l'entrée à Alice Tully Hall.

Dans le cadre du projet de réaménagement du Lincoln Center, la Juilliard School avait besoin de 45 000 pieds carrés (4 200m²) d'espace et souhaitait que les intérieurs et les espaces publics d'Alice Tully Hall soient plus accueillants. L'agrandissement par Diller Scofidio + Renfro et FXFOWLE a prolongé le revêtement en travertin du bâtiment d'origine le long de la façade ouest de la 65e rue, et a également créé une extension adaptée des géométries brutalistes sur les étages supérieurs. La rangée de renfoncements du quatrième étage abritant des fenêtres est prolongée, mais avec le verre déplacé et s'étendant au-delà des renfoncements, différenciant l'extension du bâtiment d'origine et commençant subtilement à briser la boîte brutaliste d'origine. L'extension Juilliard en porte-à-faux ouvre sur une place publique engloutie et un nouveau hall vitré de 38 pieds 6 pouces de haut. Le dessous de l'extension s'incline à un angle de 16 degrés. Un studio de danse perce le mur-rideau, donnant sur Broadway. La transparence de l'entrée donne l'impression d'être une extension du trottoir de Broadway. Une tribune de sièges de style gradin dans le coin le plus éloigné de la place s'élève à un angle similaire à la verrière.
Les murs vitrés de la structure apportent la lumière du jour sur trois étages d'espace de répétition et de salles de classe dans l'extension, et le studio de danse en saillie est suspendu sous son soffite. Des fermes de roulement est-ouest ont été installées entre les troisième et sixième niveaux pour supporter la charge des quatre étages de l'agrandissement, dont le plus long a une portée arrière de 75 pieds (22,86 m) avec un porte-à-faux de 50 pieds (15,24 m). Certaines diagonales des fermes devaient être décalées pour accueillir les portes, les passages et autres obstacles. Les cadres de contreventement diagonaux en acier s'étendent du sol au toit pour supporter la charge latérale.
L'acousticien Mark Holden et son équipe ont mesuré chaque surface de l'ancienne salle de spectacle pour déterminer celles qui répercutaient le bruit du métro, et ont constaté que la scène et les planchers des sièges, ainsi que les panneaux verticaux de l'avant-scène étaient en cause. Les nouveaux planchers reposent sur une dalle de béton flottante avec un tampon en caoutchouc, et les murs tournants sont montés sur des isolateurs en caoutchouc géants, qui agissent pour atténuer les sons du métro.

### Importance
Elizabeth Diller a appelé le Lincoln Center «l'endroit que les architectes adorent détester», mais a déclaré que les architectes voulait lui donner une «seconde chance». Il a longtemps été critiqué par la communauté architecturale, en raison du mécontentement général à l'égard du sentiment de détachement que crée le complexe par rapport à son environnement urbain (conséquence d'une idéologie architecturale et urbanistique désuète), des formes étranges des principaux bâtiments du théâtre et des insuffisances des espaces de représentation à proprement parler. Le Juilliard Building, en comparaison, a reçu des critiques beaucoup plus favorables, en particulier en ce qui concerne ses espaces de spectacle. Malgré ses améliorations par rapport aux bâtiments de l'îlot urbain, les problèmes demeurent : l'absence d'entrée publique claire et distincte pour le Tully Hall, l'escalier extérieur massif et la passerelle, le manque de cohérence avec Broadway (tant par sa vitalité sociale que sa forme diagonale unique).
L'agrandissement de Juilliard et la rénovation complète d'Alice Tully Hall résolvent de nombreux problèmes du bâtiment d'origine, répondant aux exigences du programme de la Juilliard School tout en intégrant le bâtiment Juilliard à Broadway et Lincoln Square, et à la vie de rue animée de la région. En outre, l'agrandissement et la rénovation fusionnent avec succès le langage brutaliste / moderniste du bâtiment d'origine avec le langage post-moderniste contemporain de l'ajout. C'est cet aspect postmoderne qui complète le mieux le paysage de rue, reflétant les idées contemporaines concernant la création d'espace public et la relation/transition entre les espaces intérieurs et extérieurs. Le nouveau Tully Hall et le bâtiment Juilliard ont reçu des critiques élogieuses, les critiques qui ont aimé le bâtiment d'origine félicitant les architectes pour «avoir réussi l'exploit presque impossible d'améliorer un bon bâtiment sans en altérer les traits plus fins».